# Bohrschlammgrube
Eine Bohrschlammgrube (auch Schlammgrube oder Ölschlammgrube) ist eine Grube, die Bohrschlamm vornehmlich aus Bohrungen der Öl- und Gasindustrie beinhaltet. Der Betrieb und die Überwachung laufen unter Bergrecht. Durch die Abgrenzung zum Abfall- und Bodenschutzrecht entspricht die Bohrschlammgrube unter Bergrecht nicht einer Deponie. Unterschieden werden Bohrschlammgruben und Ölschlammgruben. In Bohrschlammgruben wurden in der Regel Bohrspülungen entsorgt, die überwiegend aus Wasser (60 bis zu 95 %) und Bohrklein (5 bis 15 %) bestehen. In Ölschlammgruben wurden feste und flüssige ölhaltige Spülungen und Rückstände eingelagert.

## Rechtliche Grundlagen in Deutschland
Bohrschlammgruben unterliegen im engeren Sinne während des Betriebes dem Bergrecht. Für den Betrieb von Bohrschlammgruben sind Betriebspläne zu erstellen, für die Einstellung eines Betriebes ist ein Abschlussbetriebsplan aufzustellen. Nach Wiedernutzbarmachung der Bohrschlammgrube kann die Bergaufsicht beendet werden. Nach Entlassung aus der Bergaufsicht findet das Bodenschutzrecht Anwendung.

## Umweltrelevanz
Die Umweltproblematik wurde bis in die 1950er/1960er-Jahre nur untergeordnet betrachtet. Aufgrund von Gasbohrungen in (teilweise auch erst später ausgewiesenen) Wasserschutzgebieten gibt es auch Bohrschlammgruben in Wasserschutzgebieten.
Im Grundwasserabstrom sind hauptsächlich Chlorid und Natrium in erhöhten Konzentrationen zu finden: „Bei den Bohrschlammdeponien ist deutlich die Dominanz der Parameter Natrium (KF = 30,7) und Chlorid (KF = 22,4) zu erkennen, die aus der eingelagerten Ton-Salz-Spülung stammen.“ Untergeordnet finden sich Sulfat und Schwermetalle.
Durch die Einlagerung von Bohrgut aus Öl- und Gasbohrungen sind auch Mineralölkohlenwasserstoffe (MKW), aromatische Kohlenwasserstoffe (BTEX) und polyzyklische aromatische Kohlenwasserstoffe (PAK) nachgewiesen worden. Die Bohr- und Ölschlammgruben bekamen durch einen Beitrag des NDR im ARD-Magazin Plusminus im Dezember 2014 mediale Aufmerksamkeit. Auf einer Internetplattform konnten im Anschluss durch jedermann Verdachtsflächen gemeldet werden. Bohrschlammproben sollen bis zu 44 mg/kg PAK und 55 mg/kg MKW enthalten. Als Reaktion wurden auch alle 40 unter Bergaufsicht stehenden niedersächsischen Bohrschlammgruben untersucht und bewertet. In Niedersachsen wurden 2012 98.000 Tonnen Bohrschlamm entsorgt – der bisherige Höchstwert; 2013 belief sich die Menge auf 68.000 Tonnen. Sanierte Bohrschlammgruben können Biotope für Tiere wie beispielsweise Amphibien sein.

## Anzahl der Schlammgruben
- Niedersachsen: mindestens 500,[3] davon 38 noch unter Bergrecht.[3] 2015 ging die letzte verbliebene Schlammgrube außer Betrieb.[1]
- Brandenburg: 400[7]
- Mecklenburg-Vorpommern: rund 345[7]
- Sachsen-Anhalt: 278, 249 bereits saniert[7]
- Bayern: rund 170[7]